# Метеор-убийца
«Метеор-убийца» («Убийца-метеор», «Метеоры-убийцы»; кит. 風雨雙流星, англ. The Killer Meteors, букв. с кит. «Ветер, дождь, пара метеоров») — фильм с боевыми искусствами, снятый режиссёром Ло Вэем в 1976 году.

## Сюжет
Средневековый Китай. Великий герой, непобедимый воин-аскет Метеор (Мэй, Убийца-метеор, Джимми Ван) скитается, побеждая зло, по всему Китаю.
Лучшие бойцы склоняются перед ним и приносят ему дары за уроки, преподанные им, а побежденные злодеи и исправившиеся воры приносят в жертву свои пальцы и сокровища богачей, в знак покорности и исправленности. Он живёт в лесу, питаясь дарами природы, избегая людных трактиров, ибо у него «491 враг», а сам он убивать не любит.
В ответ на восхищенное восклицание, что он, поистине, может убить человека даже соломинкой, герой говорит: «Убивать не сложно, сложно — не убивать». В ответ на вопрос, не испытывает ли он тягот от жизни в поле и не скучает ли по удобствам трактиров, он говорит: «У меня прекрасная жизнь, в лесу есть 3000 видов растений, которыми можно питаться. Небо — мое одеяло, земля — моя кровать».
Его главное оружие — «Убийца-метеор», двусторонняя булава, поражающая врагов огнём с неба. Метеор не использует это оружие часто, только в случае крайней нужды, в остальное время он хранится в чехле у него на плече. Он сам видел его в бою лишь дважды.
Однажды к Метеору приходит хитрый слуга могущественного лорда, сильнейшего бойца, которого слуга, сам мастер боевого искусства (его зовут «Меч грома»), зовёт «Бессмертным метеором» (Хуа Убин, Джеки Чан). Громовой мечник дарит Убийце-метеору мешочек драгоценного жемчуга, в обмен на разрешение взглянуть на его чудо-оружие, и затем предлагает Метеору познакомиться со своим господином. Бессмертный метеор убеждается, что перед ним действительно легендарный герой, испытав его силу внезапным нападением. Он просит Убийцу-метеора, чтобы тот убил его жену, госпожу Бурю, которая отравила его, и дает ему противоядие раз в год, держа таким образом в полном подчинении. Её охраняют 4 сильнейших фаворита, владеющие колдовством. В награду Бессмертный метеор предлагает герою свою дружбу. Убийца-метеор соглашается, но говорит, что ему не нужна дружба Бессмертного метеора, а сделает он работу потому, что ему так хочется.
Убийца-метеор погружается в водоворот лжи, интриг, предательства, и сражений, чтобы выяснить, что за могущественное зло стоит за этой историей. Скоро выясняется, что Убийца-метеор вовсе не так независим, как всем кажется. На пути ему предстоит встреча со своим прошлым.

## В ролях
| Актёр        | Роль                           |
| ------------ | ------------------------------ |
| Джимми Ван   | метеор Мэй Синхэ               |
| Джеки Чан    | бессмертный метеор Хуа Убин    |
| Юй Линлун    | Фэн Юэ-эр                      |
| Лань Юйли    | мадам Феникс                   |
| Тун Линь     | Фэн Ци                         |
| Ма Цзи       | мечник Лю Цинъи                |
| Ли Сысы      | госпожа Буря                   |
| Чэнь Хуэйлоу | Каменная Обезьяна              |
| Ван Жопин    | вор                            |
| Ли Вэньтай   | небесный владыка Монах-дьявол  |
| Филлип Коу   | небесный владыка Гоу Хуньшоу   |
| Вэн Сяоху    | небесный владыка Мань Тяньсинь |
| Сюэ Хань     | мечник Вань Фан                |
| Лу Илун      | Призрачная Тень                |
| Ма Чан       | небесный владыка Хэй Лама      |

## Съёмочная группа
- Компания: Lo Wei Motion Picture Co.
- Продюсер: Сюй Лихуа
- Исполнительный продюсер: Ло Вэй
- Режиссёр: Ло Вэй
- Сценарист: Гу Лун
- Ассистент режиссёра: Сюй Сяолун, Чиу Лоукон
- Постановка боевых сцен: Чэнь Синьи
- Редактор: Куок Тхинхун
- Грим: Чэнь Ши
- Оператор: Чэнь Чжунъюань, Чэнь Цинцюй
- Композитор: Чау Фуклён

## Оценки
| Рейтинги                             | Рейтинги |
| Издание                              | Оценка   |
| ------------------------------------ | -------- |
| Internet Movie Database              | [ 1 ]    |
| The Encyclopedia of Martial Arts     | [ 2 ]    |
| The Hong Kong Filmography, 1977-1997 | [ 3 ]    |
| DVD Talk                             | [ 4 ]    |
| HKCinema.ru                          | [ 5 ]    |
| Kung Fu Movie Guide                  | [ 6 ]    |
| Silver Emulsion Reviews              | [ 7 ]    |

Подавляющим большинством кинокритиков и изданий «Метеор-убийца» был воспринят негативно.

## Интересные факты
- Это один из немногих фильмов в карьере Джеки Чана, где он сыграл отрицательного персонажа[5].